# Wilhelm Kiel

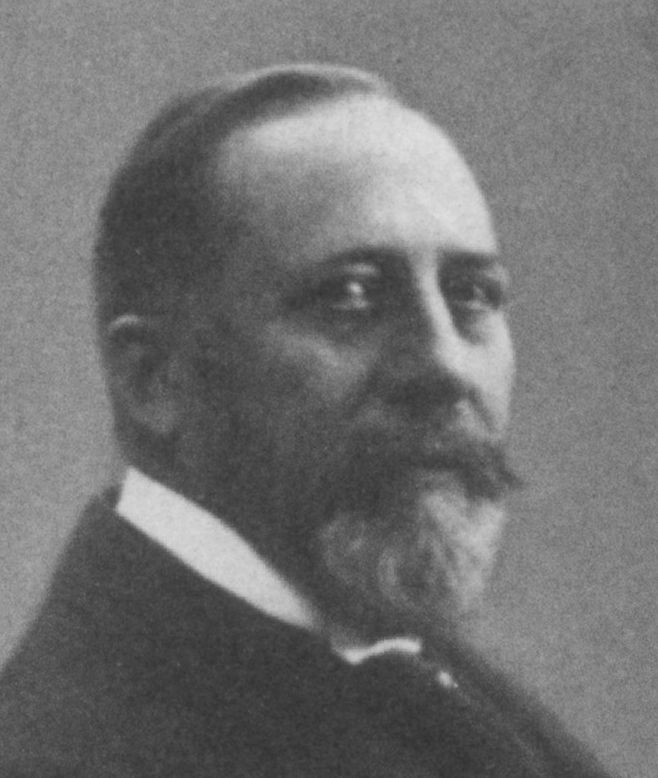
Wilhelm Kiel als Reichstagsabgeordneter 1912

Wilhelm Kiel (* 16. Februar 1850 in Minden; † 12. März 1932 in Uchte-Hamme) war ein deutscher Kaufmann, Gutsbesitzer und Mitglied des Deutschen Reichstags.

## Leben
Kiel besuchte das Realgymnasium zu Minden und absolvierte eine kaufmännische Ausbildung in Bremen, Magdeburg, Brüssel und London. Von 1875 bis 1901 war er als Mitinhaber der Firma F. C. Kiel in Minden kaufmännisch und gewerblich tätig und danach auch landwirtschaftlich auf Gut Hammerberg bei Uchte tätig. Er war Oberleutnant der Landwehr, Stadtverordneter von Minden und Mitglied des Kreistags in Minden.
Von 1912 bis 1918 war er Mitglied des Deutschen Reichstags für den Wahlkreis Regierungsbezirk Minden 1 Minden, Lübbecke und die Fortschrittliche Volkspartei.
Seine Tochter war die Malerin und Bildhauerin Edith Meyer von Kamptz (1884–1969).
In Uchte gibt es eine Wilhelm-Kiel-Straße.